# Парламентские выборы в Испании (1858)
Парламентские выборы 1858 года в Испании состоялись 31 октября во время правления королевы Изабеллы II и завершились победой «модерадос». Выборная кампания проходила на фоне начавшегося «кризиса модерантизма» (исп. crisis del moderantismo, 1856—1868), периода в истории Испании закончившегося свержением королевы Изабеллы II. Хотя победу на выборах одержали умеренные (модерадос), почти всё время работы парламента созыва 1858 года правительство возглавлял представитель либералов.
Выборы проходили в соответствии с конституцией 1845 года, которая ввела цензусное избирательное право для мужчин. Победу одержала Умеренная партия.

## Предыстория
30 июня 1858 года новым президентом Совета министров Испании стал один из лидеров либералов генерал гранд Леопольдо О’Доннель-и-Хорис.

## После выборов
Генеральные кортесы нового созыва собрались 1 декабря 1858 года. Работа парламента несколько раз приостанавливалась королевскими указами: 2 июня и 13 ноября 1859 года, 5 июля 1860 года, 5 мая 1861 года, 30 июня 1862 года, 7 февраля и 5 мая 1863 года. 12 августа 1863 года стало последним днём работы парламента, избранного в 1858 году.
Президентом парламента 2 декабря 1858 года 199 голосами из 215 был избран поэт, драматург, политик и дипломат Франсиско Мартинес де ла Роса Бердехо Гомес и Арройо, представлявший «модерадос». 19 февраля 1862 года новым главой парламента стал, получив 135 голосов из 169, юрист, дипломат и экономист Алехандро Мон-и-Менендес, также представлявший «модерадос». 2 декабря 1862 года новым президентом Генеральных кортесов 176 голосами из 179 был избран политик и министр Диего Лопес Бальестерос.
2 марта 1863 года испанское правительство возглавил член Умеренной партии гранд Мануэль Пандо Фернандес де Пинедо. Новые выборы состоялись 11 ноября 1863 года.